# Мрзло Полє (Лашко)
Мрзло Полє (словен. Mrzlo Polje) — поселення в общині Лашко, Савинський регіон, Словенія. Висота над рівнем моря: 451,7 м.